# 韓国農業放送
韓国農業放送は、大韓民国の 放送チャンネル使用事業者 である農民新聞社が運営する テレビ 有料放送 チャンネルである。

## プログラム一覧

### 現在放送中の番組
- 生放送可楽洞365
- NBSニュース24
- NBS招待席
- 自転車紀行  足止め
- 逆転の金持ち農夫
- リアル帰農ストーリー「私は農夫だ」
- NBS農民のど自慢
- あの頃のあの歌
- 優秀農畜協探訪  -  最高の秘訣

### 終了した番組
- 農業が未来だ、美濃
- きれいな  この  まちに  いきたい
- ドゥレヌリ村から世界へ
- 古典で発見した千年の知恵
- NBSリアル劇場「町中」
- 営農と天候
- リアル農法「セチャムTV」
- NBS名義宝鑑
- あの頃、あの歌のカバーステージ
- NBS問題の現場の中へ

### 購入プログラム
※購買番組は放送初期、編成番組が大きく不足し、EBSから買ってきて流した番組を中心に編成したことがある。
- 世の中に悪い犬はいない
- ドキュメンタリーの視線
- 多文化嫁姑熱戦
- EBS極限職業